# Club of Pioneers
De Club of Pioneers is een wereldwijd netwerk van voetbalclubs die steeds de oudste (nog bestaande) voetbalclub van hun land zijn.
Dit netwerk werd in 2013 opgericht door Sheffield FC, de oudste voetbalclub ter wereld. De voetbalclubs kunnen lid worden, ongeacht hun status (prof of amateurclub, het niveau waarop ze spelen), maar dienen de oudste voetbalclub van hun land te zijn. Het doel van de oprichting van de Club of Pioneers is het in kaart brengen van het pionierschap binnen het voetbal en de erfenis van 'the beautiful game' te bewaren voor de toekomst.
Het motto van de Club of Pioneers is: "Integrity - Respect - Community".

## Huidige leden van de Club of Pioneers
| Club                        | opgericht in       | Land            | Continent    |
| --------------------------- | ------------------ | --------------- | ------------ |
| Sheffield FC                | 1857, 24 oktober   | Engeland        | Europa       |
| Wrexham AFC                 | 1864, 4 oktober    | Wales           | Europa       |
| Queen's Park FC             | 1867, 9 juli       | Schotland       | Europa       |
| Kjøbenhavns Boldklub        | 1878, 24 oktober   | Denemarken      | Europa       |
| FC St. Gallen               | 1879, 19 april     | Zwitserland     | Europa       |
| Koninklijke HFC             | 1879, 15 september | Nederland       | Europa       |
| Cliftonville FC             | 1879, 20 september | Noord-Ierland   | Europa       |
| Royal Antwerp FC            | 1880               | België          | Europa       |
| Savages FC Pietermaritzburg | 1882               | Zuid-Afrika     | Afrika       |
| Balgownie Rangers F.C.      | 1883               | Australië       | Oceanië      |
| Hong Kong FC                | 1886, 12 februari  | Hong Kong       | Azië         |
| Yokohama C&AC               | 1886, 26 december  | Japan           | Azië         |
| Academica de Coimbra        | 1887, 3 november   | Portugal        | Europa       |
| North Shore United          | 1887               | Nieuw-Zeeland   | Oceanië      |
| Örgryte IS                  | 1887, 4 decembe    | Zweden          | Europa       |
| Berliner FC Germania 1888   | 1888, 15 april     | Duitsland       | Europa       |
| Mohun Bagan AC              | 1889, 15 augustus  | India           | Azië         |
| Recreativo de Huelva        | 1889, 23 december  | Spanje          | Europa       |
| St. George's FC             | 1890               | Malta           | Europa       |
| Albion FC                   | 1891, 1 juni       | Uruguay         | Zuid-Amerika |
| Tvøroyrar Bóltfelag         | 1892, 13 mei       | Faroër          | Europa       |
| Santiago Wanderers          | 1892, 15 augustus  | Chili           | Zuid-Amerika |
| Genoa CFC                   | 1893, 7 september  | Italië          | Europa       |
| Odds BK                     | 1894, 31 maart     | Noorwegen       | Europa       |
| First Vienna FC             | 1894, 22 augustus  | Oostenrijk      | Europa       |
| Fola Esch                   | 1906, 9 december   | Luxemburg       | Europa       |
| Botev Plovdiv               | 1912, 11 maart     | Bulgarije       | Europa       |
| FK Ljuboten Tetovo          | 1919, 28 maart     | Noord-Macedonië | Europa       |
| FK Sveikata                 | 1919, 8 juni       | Litouwen        | Europa       |
| SV Voorwaarts (Suriname)    | 1919, 1 Augustus   | Suriname        | Zuid-Amerika |
| Ittihad Club                | 1927, 26 september | Saoedi-Arabië   | Azië         |
| AC Libertas                 | 1928, 4 september  | San Marino      | Europa       |

(Januari 2025)

## Pioneers Cup
Leden van de Club of Pioneers kunnen ook een Pioneers Cup organiseren.  Dit is een voetbaltoernooi waaraan 'oudste' clubs kunnen deelnemen. Het betreft hier niet het eerste elftal van de clubs, maar eerder veteranenploegen (fans, oud-spelers, medewerkers, veteranen enz.).
| Pioneers Cup 2013 - Sheffield | |
| ----------------------------- | --- |
| datum                         | 16 november 2013 |
| locatie                       | Sheffield fc Stadium - Engeland |
| deelnemende ploegen           | Sheffield FC (Engeland) met o.a. Chris Waddle, Carlton Palmer, John Beresford, ... rc Recreativo de Huelva (Spanje) Genoa FC (Italië) met o.a. Tomáš Skuhravý, Gennaro Ruotolo, ... |
| winnaar                       | Sheffield FC |

| Pioneers Cup 2014 - Haarlem | |
| --------------------------- | --- |
| datum                       | 30 augustus 2014 |
| locatie                     | Haarlem - Nederland                                                                                                 |
| deelnemende ploegen         | Sheffield FC (Engeland) met o.a. Chris Dolby, Andy Kiwomya... Koninklijke HFC (Nederland) Royal Antwerp FC (België) |
| winnaar                     | Sheffield FC |

| Pioneers Cup 2014 - Huelva |                                                                                |
| -------------------------- | ------------------------------------------------------------------------------ |
| datum                      | 6 september 2014                                                               |
| locatie                    | Nuevo Colombino - Huelva - Spanje                                              |
| deelnemende ploegen        | RC Recreativo de Huelva (Spanje) Koninklijke HFC (Nederland) Genoa FC (Italië) |
| winnaar                    | RC Recreativo de Huelva                                                        |

| Pioneers Cup 2016 - Antwerpen | |
| ----------------------------- | --- |
| datum                         | 21 mei 2016                                                                                              |
| locatie                       | Bosuilstadion - Antwerpen - België                                                                       |
| deelnemende ploegen           | Royal Antwerp FC (België) met o.a. Jonas De Roeck, ... Koninklijke HFC (Nederland) Fola Esch (Luxemburg) |
| winnaar                       | Koninklijke HFC                                                                                          |
| extra info                    | Pioneers Cup Ambassador : László Fazekas                                                                 |

| Pioneers Cup 2019 - Haarlem | |
| --------------------------- | --- |
| datum                       | 31 augustus 2019 |
| locatie                     | Haarlem - Nederland |
| deelnemende ploegen         | Royal Antwerp FC (België) ... Koninklijke HFC (Nederland) FK Sveikata (Litouwen) met o.a. Gintaras Cibirka, Audrius Paškevičius ) |
| winnaar                     | FK Sveikata |